# Gemena (territorium)
Gemena är ett territorium i Kongo-Kinshasa. Det ligger i provinsen Sud-Ubangi, i den nordvästra delen av landet, 1 000 km nordost om huvudstaden Kinshasa.